# أدي ستيرن
أدي ستيرن (بالعبرية: עדי שטרן‏) هو مصمم جرافيك ومصمم إسرائيلي، ولد في 1966.